# Tajon Buchanan
Tajon Trevor Buchanan (ur. 8 lutego 1999 w Brampton) – kanadyjski piłkarz pochodzenia jamajskiego, występujący na pozycji bocznego pomocnika w hiszpańskim klubie Villarreal CF, do którego jest wypożyczony z Interu Mediolan oraz w reprezentacji Kanady. Uczestnik Mistrzostw Świata 2022 oraz Copa América 2024.

## Kariera klubowa
Tajon Buchanan, zanim rozpoczął seniorską karierę, występował w klubach juniorskich i akademickich, takich jak: Real Colorado, Syracuse Orange czy Sigma FC. W 2019 przeniósł się do New England Revolution. Wówczas zdobył Supporters' Shield, czyli nagrodę dla drużyny, która zdobyła najwięcej punktów w sezonie zasadniczym Major League Soccer. Wystąpił również w meczu MLS All-Star. W 2021 roku wyjechał do Belgii i podpisał kontrakt z Club Brugge. Z klubu został jednak od razu wypożyczony z powrotem do New England.

## Kariera reprezentacyjna
W reprezentacji Kanady zadebiutował 5 czerwca 2021 w meczu z Arubą w eliminacjach do MŚ 2022. Został powołany na Złoty Puchar CONCACAF 2021. Tam w półfinale przeciwko Meksykowi zdobył pierwszą bramkę w reprezentacji. W tych rozgrywkach znalazł się w jedenastce turnieju oraz zdobył nagrodę dla najlepszego młodego piłkarza.

## Sukcesy

### New England Revolution
- Supporters' Shield: 2021

### Club Brugge
- Mistrzostwo Belgii: 2021/2022

### Inter Mediolan
- Superpuchar Włoch: 2023

### Indywidualne
- Jedenastka turnieju i najlepszy młody piłkarz Złotego Pucharu CONCACAF 2021.
- Młody piłkarz roku Kanady: 2020